# Tôi là nhện đấy, có sao không?
Tôi là nhện đấy, có sao không? (Nhật: 蜘蛛ですが、なにか？ Hepburn: Kumo desu ga, Nani ka?) là một bộ light novel isekai của Nhật Bản do Baba Okina viết và do Kiryuu Tsukasa minh họa. Light novel được Kadokawa Shoten xuất bản dưới ấn hiệu Kadokawa Books trong nước từ tháng 10 năm 2015, ở Việt Nam được Sakura books mua bản quyền và xuất bản vào năm 2018. Họa sĩ Kakashi Asahiro bắt đầu thực hiện phần manga chuyển thể từ tháng 12 năm 2015, đăng thường kì trên tạp chí Young Ace Up và nay đã có đến 12 tập tankōbon. Phiên bản anime sản xuất bởi Millepensee được phát sóng vào năm 2021.

## Tổng quan
Tại một thế giới nơi dũng giả và quỷ vương chiến đấu, ma pháp khốc liệt của dũng giả và quỷ vương khiến một lớp học nơi thế giới khác phát nổ. Những học sinh trong lớp học bị chết vì vụ nổ ấy chuyển sinh sang thế giới đó. Nhân vật chính, một học sinh ngồi ở cuối lớp bị tái sinh thành một con quái vật nhện. Thế nhưng với ý chí mạnh mẽ bất thường, cô đã dần dần chấp nhận và học cách thích nghi hơn với thế giới.

## Nhân vật

### Nhân vật chính
- Shiraori

Các tên gọi khác: Ác mộng Mê cung, Shiro (Trắng/ White), Thống lĩnh quân đoàn 10
Chủng tộc: Thần
Cô là nhân vật chính theo suốt ngôi kể ngay sau khi các nhân vật trong lớp được chuyển sinh. Sau khi tái sinh, cô là một con nhện ma vô cùng yếu kém trong Hệ thống các quái vật của thế giới mới nhưng cô đã phát triển mạnh mẽ và thoát ly ra khỏi ràng buộc Hệ thống khi cố tiêu hoá một quả bom năng lượng M.A. cực lớn. Cô có thân phận giả là Wakaba Hiiro do chính D - hay Wakaba thực sự trao ký ức khi vụ nổ tại lớp học xảy ra và thân phận thật trước kia chỉ là một con nhện bé nhỏ sống trong góc lớp học.
- Schlain Zagan Analeit

Các tên gọi khác: Shun, Yamada Shunshuke, Dũng giả
Chủng tộc: Con người
Cậu còn được gọi ngắn gọn là Shun - Tứ hoàng tử của Vương quốc Analeit. Ngoài được sinh ra trong thân phận danh giá, cậu còn là một thiên tài trong thế giới mới chuyển sinh, cùng với đa phần các học sinh khác, cậu sinh ra sau 9 tháng kể từ khi tái sinh, ngôi kể của Schlain bắt đầu khi cậu 16 tuổi và tham gia học viện phép thuật. Cậu sở hữu danh hiệu Dũng giả mạnh mẽ sau cái chết của anh trai cùng với lòng tốt bụng và tinh thần đồng đội cao.
- Dòng thời gian

Thời gian được kể theo 2 nhân vật chính khác nhau, vì vậy chúng cũng được kể theo 2 khoảng thời điểm khác nhau. Nếu coi thời gian của Shiraori là mốc do sự kiện của cô tiếp nối ngay sau tái sinh thì thời gian các sự kiện của Schlain Zagan Analeit (Shun) là 16 năm sau, khi cậu mới trưởng thành và bắt đầu vào học tại học viện.

### Các nhân vật khác
Thần
1. D (đứng đầu các Administrator) 
Một trong những người bạn cùng lớp Shun. Ban đầu cô được ngụ ý là quá khứ của White và là một otaku cũng từng là nạn nhân của bắt nạt. Tuy nhiên, được tiết lộ rằng cô thực sự là một vị thần cấp cao, người đã bỏ dở nhiệm vụ của mình. Cô cũng là người đã tái sinh các bạn cùng lớp của mình sau khi họ chết trong một vụ nổ, lỗi một phần là do cuộc chiến giữa Anh hùng và Ma vương trước đó, và tạo ra White bằng cách đưa ký ức của cô cho con nhện cưng của lớp để làm cho nó giống như "Wakaba" đã chết, chỉ để tránh bị các vị thần khác phát hiện và kéo cô về làm việc. Cô cũng là người tạo ra hệ thống RPG trên thế giới, đây là lời nguyền mà cô đặt lên nhân loại sau khi họ suýt phá hủy hành tinh một lần, ban cho họ những kỹ năng để phát triển và đưa họ trở lại sau cái chết của họ để chữa lành thế giới. Trong suốt câu chuyện, cô rất hứng thú với sự phát triển của Shiro và lúc nào cũng theo dõi.
2. Sariel
3. Güliedistodiez

Nhân loại
1. Dustin LXI (đứng đầu nhà thờ)
2. Hugo Baint von Renxandt
3. Hyrince Quarto
4. Julius Zagan Analeit
5. Karnatia Seli Anabald
6. Ronandt Orozoi
7. Schlain Zagan Analeit (nhân vật chính)
8. Suelecia Analeit
9. Yuri Ullen

Ma tộc
1. Ariel (đứng đầu ma tộc)
"Ma vương" hiện tại và là tổ tiên của tất cả quái nhện trên thế giới. Mặc dù nhìn thì như là một cô gái ở tuổi teen, cô thực sự là một trong những sinh vật già nhất trên hành tinh. Cô đối mặt với Shiro sau khi cô cuối cùng thoát khỏi ngục tối và cố gắng giết Shiro do những tổn thương mà cô đã gây ra. Tuy vậy, sau nhiều lần thất bại, cả hai đồng ý ngừng giết nhau và bắt đầu đi du lịch chung, cuối cùng gạt bỏ mối bất bình của cả hai sang một bên và xây dựng một mối quan hệ bà-cháu rất bền chặt. Trong phim, cô tiến hành cuộc chiến chống lại loài người và thường được xem như một tên bạo loạn. Tuy nhiên, cô làm vậy vì gần như bắt đầu có ý nghĩa sau khi được tiết lộ rằng hành tinh đang chết, hệ thống RPG trên thế giới thu thập năng lượng của các kỹ năng của con người sau cái chết của họ để chữa lành hành tinh.
2. Sophia Keren (ソフィア・ケレン, Sofia Keren) / Shouko Negishi (根岸彰子, Negishi Shouko) 
Một trong những người bạn cùng lớp Shun, có biệt danh là "Vampy". Cô tái sinh thành một ma cà rồng được sinh ra từ cha mẹ con người do một đột biến. Cô gặp được Shiro khi còn là một đứa bé sơ sinh và sau đó được Shiro và Ariel cứu sống sau khi gia đình cô bị phá hủy trong một cuộc chiến tranh. Bị bắt nạt ở kiếp trước vì có gương mặt xấu xí, cô ban đầu không thích ai đó trong lớp cũ nhắc quá khứ của mình ra, kể cả White, nhưng theo thời gian đã phát triển một mối quan hệ rất thân thiết, giống như chị em với cô. Trong phần mở đầu, cô đưa ra sự trợ giúp lôi kéo người bạn cùng lớp - Hugo và sau đó được tiết lộ là một Thống lĩnh của quân đoàn của Ma vương.
3. Balto Phthalo
4. Wrath
5. Felmina
6. Bloe Phthalo
7. Agner Ricep
8. Sanatoria Pilevy

Elf
1. Potimas Harrifenas (đứng đầu tộc elf)
2. Filimøs Harrifenas
3. Anna

## Thuật ngữ

### Các chương
Trong bản tiểu thuyết mạng, mỗi chương (chap) được kí hiệu bằng những kí tự khác nhau, những kí tự này cũng được dùng lại trong bản in ấn. Light novel không chỉ đi theo nội dung chính về nhân vật chính mà còn có những chương ngoại truyện với những khía cạnh khác nhau kể rõ về từng nhân vật.
- Chương "#" (theo số thứ tự): chương này kể về nhân vật chính và hành trình của nhân vật chính qua mê cung rộng lớn.
- Chương "S": thuật lại cuộc đời trưởng thành của nhân vật Shun bên ngoài mê cung.
- Chương "K": kể về Katia, con gái của Duke.
- Chương "B": nhân vật đại diện cho chương này là Balto thuộc phe Quỷ tộc.
- Chương "Y": thuật lại những trận đánh quỷ của Anh hùng Julius, anh trai Shun.

## Truyền thông

### Light novel
Baba Okina lúc đầu viết tiểu thuyết dưới hình thức Web novel trên trang viết tiểu thuyết do người dùng tạo Shōsetsuka ni Narō vào ngày 27 tháng 5 năm 2015. Tiểu thuyết sau đó nhận bản in ấn từ Kadokawa Shoten dưới ấn hiệu Kakokawa Books và xuất bản thành một light novel vào 22 tháng 12 năm 2015, với Kiryu Tsutaka trợ giúp minh họa. Yen Press cho biết tại Sakura-Con 2017 rằng họ đã cấp phép bản dịch tiếng Anh của light novel và xuất bản bộ tiểu thuyết dưới ấn hiệu Yen On vào tháng 11 cùng năm. Nhà xuất bản Văn học Hồ Chí Minh xuất bản bộ light novel với bản tiếng Việt vào tháng 11 năm 2018.
| #   | Phát hành ja      | Phát hành ja      | Phát hành tiếng Việt | Phát hành tiếng Việt |
| #   | Ngày phát hành    | ISBN              | Ngày phát hành       | ISBN                 |
| --- | ----------------- | ----------------- | -------------------- | -------------------- |
| 1   | 10 tháng 12, 2015 | 978-4-04-070829-4 | 5 tháng 11, 2018     | 978-604-969-718-0    |
| 2   | 10 tháng 03, 2016 | 978-4-04-070849-2 | 10 tháng 07, 2019    | 978-604-976-212-3    |
| 3   | 9 tháng 07, 2016  | 978-4-04-070942-0 | 8 tháng 11, 2019     | 978-604-9853-85-2    |
| 4   | 8 tháng 10, 2016  | 978-4-04-072062-3 | 16 tháng 03, 2020    | 978-604-9889-90-5    |
| 5   | 10 tháng 02, 2017 | 978-4-04-072186-6 | 6 tháng 10, 2020     | 978-604-56-8621-8    |
| 6   | 9 tháng 06, 2017  | 978-4-04-072325-9 | Tháng 4, 2023        | 978-604-885-847-6    |
| 7   | 10 tháng 10, 2017 | 978-4-04-072482-9 | —                    | —                    |
| 8   | 10 tháng 03, 2018 | 978-4-04-072483-6 | —                    | —                    |
| 9   | 10 tháng 07, 2018 | 978-4-04-072792-9 | —                    | —                    |
| 10  | 10 tháng 01, 2019 | 978-4-04-072794-3 | —                    | —                    |
| 11  | 10 tháng 07, 2019 | 978-4-04-072795-0 | —                    | —                    |
| 12  | 10 tháng 01, 2020 | 978-4-04-072795-0 | —                    | —                    |
| 13  | 10 tháng 07, 2020 | 978-4-04-073699-0 | —                    | —                    |
| Ex  | 10 tháng 12, 2020 | 978-4-04-073564-1 | —                    | —                    |
| 14  | 9 tháng 01, 2021  | 978-4-04-073926-7 | —                    | —                    |
| 15  | 10 tháng 12, 2021 | 978-4-04-074354-7 | —                    | —                    |
| 16  | 8 tháng 1, 2022   | 978-4-04-074356-1 | —                    | —                    |
| Ex2 | 10 tháng 2, 2023  | 978-4-04-074852-8 | —                    | —                    |

### Manga
Kakashi Asahiro ra mắt phần chuyển thể manga của bộ light novel trên tạp chí Young Ace Up của Kadokawa Shoten vào ngày 22 tháng 12 năm 2015. Tập tankōbon đầu tiên phát hành vào ngày 9 tháng 7 năm 2016.
Manga của light novel còn nhận thêm một bản ngoại truyện thể loại hài kịch với tựa đề Kumo desu ga, nani ka? Kumo-ko yonshimai no nichijō (蜘蛛ですが、なにか？ 蜘蛛子四姉妹の日常 Tôi là nhện đấy, có sao không? Cuộc sống thường ngày của bốn chị em), được Tori Gratin minh họa và bắt đầu đăng thường kì trên tạp chí Young Ace Up kể từ 18 tháng 7 năm 2019. Nội dung kể về nhân vật chính tự tách thành bốn con nhện. Tập đầu tiên của manga ngoại truyện xuất bản vào ngày 3 tháng 3 năm 2020.
| #  | Ngày phát hành    | ISBN              |
| -- | ----------------- | ----------------- |
| 1  | 9 tháng 07, 2016  | 978-4-04-104551-0 |
| 2  | 3 tháng 12, 2016  | 978-4-04-104885-6 |
| 3  | 9 tháng 06, 2017  | 978-4-04-105646-2 |
| 4  | 29 tháng 12, 2017 | 978-4-04-106395-8 |
| 5  | 10 tháng 07, 2018 | 978-4-04-107058-1 |
| 6  | 10 tháng 01, 2019 | 978-4-04-107061-1 |
| 7  | 10 tháng 07, 2019 | 978-4-04-107059-8 |
| 8  | 3 tháng 03, 2020  | 978-4-04-108936-1 |
| 9  | 10 tháng 10, 2020 | 978-4-04-109922-3 |
| 10 | 9 tháng 4, 2021   | 978-4-04-109923-0 |
| 11 | 9 tháng 11, 2021  | 978-4-04-112021-7 |
| 12 | 7 tháng 10, 2022  | 978-4-04-112966-1 |
| 13 | 10 tháng 7, 2023  | 978-4-04-113909-7 |
| 14 | 9 tháng 4, 2024   | 978-4-04-114829-7 |
| 15 | 10 tháng 3, 2025  | 978-4-04-115941-5 |

### Anime
Vào 6 tháng 7 năm 2018, bộ light novel được thông báo sẽ nhận bản anime chuyển thể và phát sóng trên truyền hình. Tin tức này được Kadokawa xác nhận tại hội nghị Anime Expo 2018 vào ngày hôm sau, và đến ngày 8 tháng 8 thì công ty đăng tải một video PV dài 3 phút của bản anime kèm theo giọng lồng tiếng của Yūki Aoi cho nhân vật chính. Bản anime do hãng phim Millepensee sản xuất.

## Đón nhận
Tổng cộng cả hai bộ light novel và manga của Tôi là nhện đó, có sao không? đã bán được 1,2 triệu bản tính đến tháng 7 năm 2018, con số này tăng lên 1,4 triệu bản tính đến tháng 8 năm 2019. Bộ light novel đứng thứ ba trong bạng mục tankōbon của bảng xếp hạng Kono Light Novel ga Sugoi! (tạm dịch Cuốn Light Novel này thật tuyệt!) vào năm 2017 và sau đó vươn lên vị trí thứ hai trong mục của bảng xếp hạng năm 2018.